# Drømte mig en drøm i nat

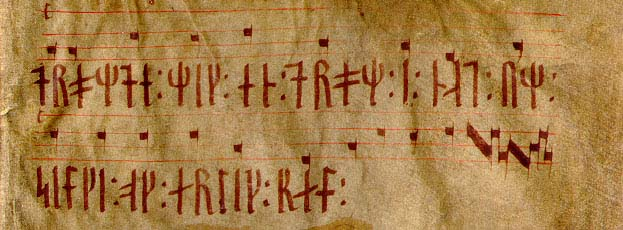
Nuty i tekst Drømte mig en drøm i nat

Drømte mig en drøm i nat (duń. dosł. Śniłem dziś w nocy) – najstarsza zachowana duńska piosenka ludowa z zapisem nutowym (neumy). Tekst zapisany jest alfabetem runicznym, pochodzi z kroniki Codex Runicus (powstałej około roku 1300).

## Tekst
Tekst piosenki
Drømde mik en drøm i nat,
um silki ok ærlik pæl
nie został do dziś w pełni zrozumiany: słowa "silki" i "ærlik pæl" nie są jednoznacznie rozpoznawane przez językoznawców. Dwa najpopularniejsze tłumaczenia to:
1. Śniłem dziś w nocy / o równości i sprawiedliwości
2. Śniłem dziś w nocy / o jedwabnym, bogatym odzieniu (tj. "że byłem bogaty")

## Muzyka
Oryginalny zapis nutowy można różnie interpretować. Najprostsza interpretacja (poniżej) przez lata była sygnałem wywoławczym stacji Danmarks Radio 1:
Bardziej rozbudowana interpretacja możliwa jest przy wykorzystaniu wiedzy o strukturze piosenek ludowych owego okresu: